# Trizogeniates
Trizogeniates is een geslacht van kevers uit de familie van de bladsprietkevers (Scarabaeidae).

## Soorten
- Trizogeniates aphilus Villatoro, 2002
- Trizogeniates apicalis (Ohaus, 1917)
  - = Geniates apicalis Ohaus, 1917
- Trizogeniates barrerai Martinez, 1965
- Trizogeniates beckeri Ferriera, Bravo, Grossi & Seidel, 2019[2]
- Trizogeniates bicolor Ohaus, 1917
- Trizogeniates bordoni Martinez, 1965
- Trizogeniates caiporae Villatoro, 2002
- Trizogeniates calcaratus Ohaus, 1917
- Trizogeniates catoxanthus (Burmeister, 1844)
  - = Geniates catoxanthus Burmeister, 1844
- Trizogeniates catsus Villatoro, 2002
- Trizogeniates costatus Ohaus, 1917
- Trizogeniates cribricollis (Lucas, 1857)[2][3]
  - = Geniates cribicollis Lucas, 1857
  - = Trizogeniates grandis (Ohaus 1917)
  - = Geniates grandis Ohaus, 1917
- Trizogeniates crispospinatus Villatoro, 2002
- Trizogeniates curvatus Ferriera, Bravo, Grossi & Seidel, 2019[2]
- Trizogeniates dispar (Burmeister, 1844)[2]
  - = Geniates dispar Burmeister, 1844
- Trizogeniates eliskae Ferriera, Bravo, Grossi & Seidel, 2019[2]
- Trizogeniates eris Villatoro, 2002[2][4]
- Trizogeniates foveicollis Ohaus, 1922
  - = Bolax vittata Casey, 1915
- Trizogeniates geminatus Villatoro, 2002
- Trizogeniates goyanus Ohaus, 1917[2]
- Trizogeniates hallensorum Ferriera, Bravo, Grossi & Seidel, 2019[2]
- Trizogeniates laevis (Camerano, 1878)[2]
  - Geniates laevis Camerano, 1878
- Trizogeniates laticollis Ohaus, 1931
- Trizogeniates montanus Ohaus, 1917[2]
- Trizogeniates ohausi Villatoro, 2002
- Trizogeniates planipennis Ohaus, 1917
- Trizogeniates schmidti (Ohaus, 1903)
  - = Geniates schmidti Ohaus, 1903
- Trizogeniates spatulatus Ferriera, Bravo, Grossi & Seidel, 2019[2]
- Trizogeniates temporalis Ohaus, 1917[2]
  - = Trizogeniates zischkai Martínez, 1958
- Trizogeniates terricolus Ohaus, 1917[2]
  - = Trizogeniates navajasi Martínez, 1962
- Trizogeniates tibialis Ohaus, 1917
  - = Trizogeniates andicola Ohaus, 1917
- Trizogeniates traubi Martinez, 1965
- Trizogeniates travassosi Martinez, 1965
- Trizogeniates trivittatus Ohaus, 1917
- Trizogeniates vazdemelloi Ferriera, Bravo, Grossi & Seidel, 2019[2]
- Trizogeniates venezuelensis Villatoro, 2002
- Trizogeniates vittatus (Lucas, 1859)[2][3]
  - = Geniates vittatus Lucas, 1857
- Trizogeniates zuzanae Ferriera, Bravo, Grossi & Seidel, 2019[2]